# Catedral de San José (Hartford)
La Catedral de San José  (en inglés: Cathedral of St. Joseph) es el nombre que recibe un templo católico en Hartford, Connecticut, Estados Unidos, es la iglesia madre de la arquidiócesis de Hartford. Dedicada el 15 de mayo de 1962, se encuentra en el sitio de la antigua catedral destruida por un incendio el 31 de diciembre de 1956. Diseñada por Eggers y Higgins de la ciudad de Nueva York, se eleva 281 pies de la acera. La catedral se encuentra en el centro de la avenida de Farmington a las afueras de Hartford frente al edificio de Aetna.
El campanario contiene 12 campanas traídas de los Países Bajos por Petit & Fritsen. La catedral en sí es de hormigón con el exterior cubierto de piedra caliza de Alabama. La catedral se caracteriza por su gran extensión de espectaculares vidrieras hechas a mano en París, Francia y el mural de baldosas de cerámica detrás del altar que representa a "Cristo en la gloria", que es el más grande en el mundo. La capacidad de la catedral es de alrededor de 1.880 personas, incluyendo las dos capillas laterales. También hay una iglesia inferior por debajo de la iglesia superior.

## Véase también

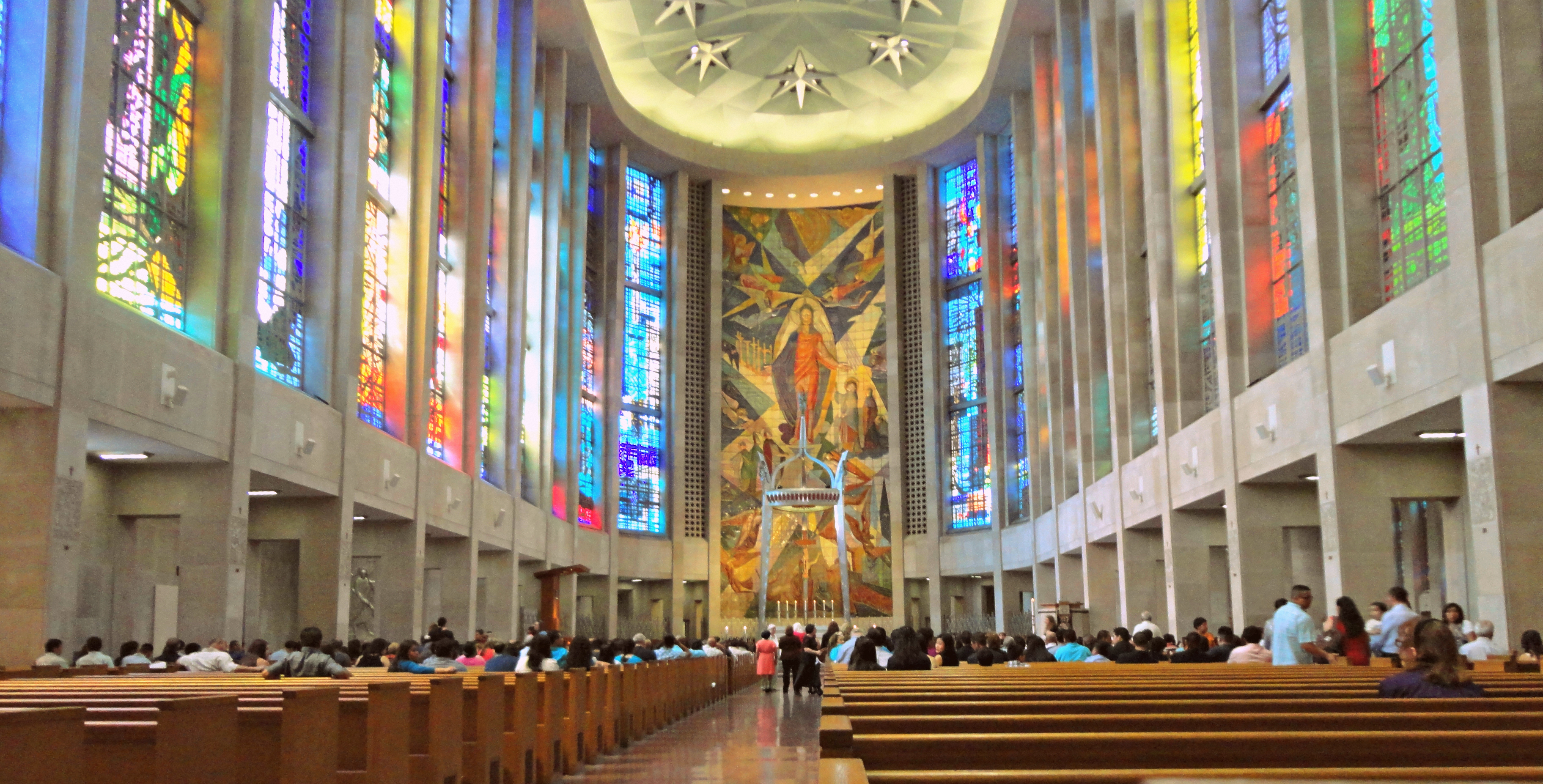
Vista interna